# Douglas Cintra
Douglas Mauricio Ramos Cintra (Caruaru, 16 de março de 1966) é um empresário e político brasileiro filiado ao Partido Socialista Brasileiro (PSB) de Pernambuco. O Senado federal não menciona que ele tenha diploma universitário. Foi senador da República, ocupando a vaga de Armando Monteiro.
Sendo primeiro suplente de Monteiro, assumiu o cargo de senador em ocasião do afastamento do titular, que se licenciou em 17 de julho de 2014 para disputar o cargo de governador do estado e retornou em 14 de novembro de 2014.
Assumiu novamente o mandato em 2015, quando o Monteiro foi nomeado ministro do Desenvolvimento, Indústria e Comércio Exterior.